# Miogeosynklina
Miogeosynklina – geosynklina lub część geosynkliny (strefa miogeosynklinalna). Podłużne zagłębienie w skorupie ziemskiej (na podłożu skorupy oceanicznej lub kontynentalnej), w którym gromadzą się osady, odznaczająca się brakiem działalności wulkanicznej. Dominującą cechą jest duża i zmienna głębokość oraz rozciągłość, przy stosunkowo małej szerokości. 
Mogła powstać w obrębie kontynentu bądź morza przybrzeżnego (szelfowego), a być może też oceanu. W trakcie sedymentacji osady były ściskane i deformowane, a później wydźwignięte tworząc łańcuch górski.